# Октант (съзвездие)
Октант е невзрачно южно съзвездие, забележимо единствено с това, че в неговата площ се намира южния небесен полюс. Тъй като е въведено през 18 век, за него няма съпътстваща митология. Наречено е на измервателния инструмент октант.